# Wladimir Jewgenjewitsch Korepin
Wladimir Jewgenjewitsch Korepin (russisch Владимир Евгеньевич Корепин, englische Transkription Vladimir Korepin; * 6. Februar 1951)  ist ein russischer mathematischer Physiker.

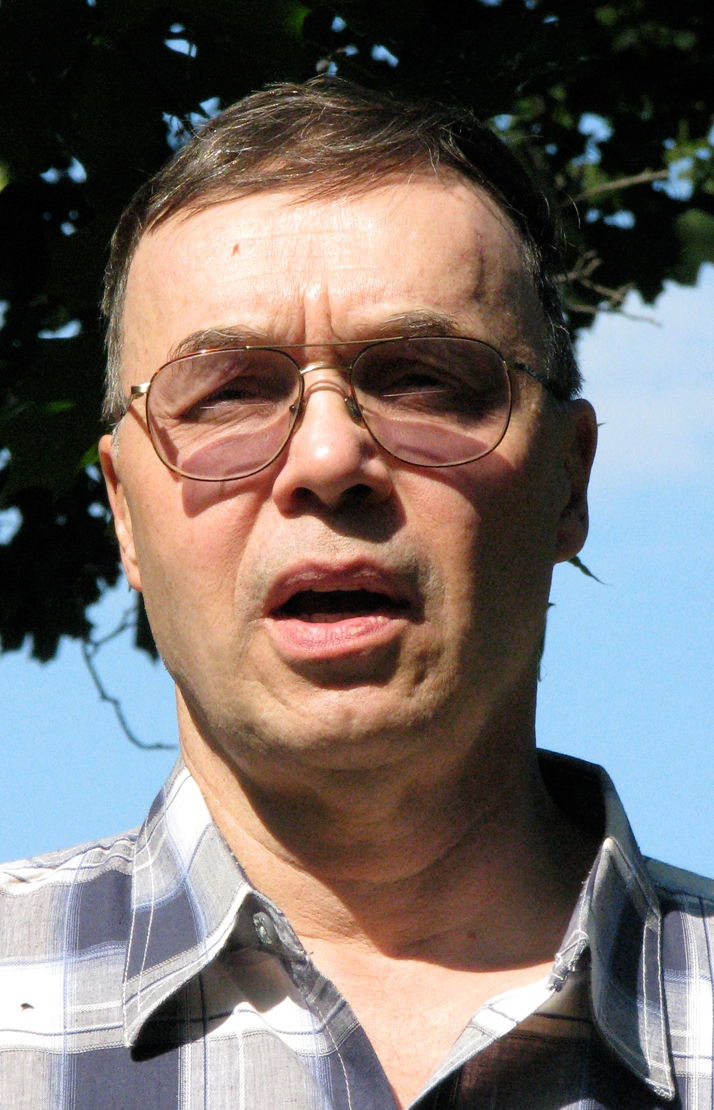
Wladimir Korepin

Korepin machte 1974 sein Diplom in theoretischer Physik und wurde 1977 bei Ludwig Faddejew an der Universität Leningrad promoviert (Quantengravitation). 1985 habilitierte er sich (russischer Doktortitel). Er war bis 1989 am Steklow-Institut in Leningrad und ist seit den 1990er Jahren Professor an der State University of New York at Stony Brook (SUNY). 
In seiner Diplomarbeit entdeckte er unabhängig von Martinus Veltman und Gerardus ’t Hooft, dass sich die Ultraviolett-Divergenzen in der ersten Ordnung Störungstheorie (Ein-Schleifen-Näherung) der Quantengravitation auf der Massenschale aufheben.
Danach befasste er sich mit integrablen Modellen in Quantenfeldtheorie (z. B. massives Thirring-Modell),  mathematischer Physik (Sinus-Gordon-Gleichung, nichtlineare Schrödingergleichung u. a.) und statistischer Mechanik und Festkörperphysik (u. a. 6-Vertex-Modell, Hubbard-Modell, Anyonen, Lieb-Liniger Modell des Bosegases in einer Dimension). Außerdem befasst er sich mit Quanteninformationstheorie und Quantenverschränkung (Entanglement Entropy in verschiedenen Modellen der Quantenstatistik).
1996 wurde er Fellow der American Physical Society.

## Schriften
- mit Faddejew Quantum Theory of Solitons, Physics Reports, Band 42, 1978, S. 1–87
- Direct calculation of the S matrix in the massive thirring model, Theoretical and Mathematical Physics, Band 41, 1979, S. 953–967
- mit Izergin A lattice model related to the nonlinear Schroedinger equation, Doklady Akad. Nauka, Band 259, 1981, S. 76, Arxiv (Entdeckung der Quantum Determinant)
- Calculation of norms of Bethe wave functions, Communications Mathematical Physics, Band 86, 1982, S. 391–418, Online
- mit F.H.L. Essler, Holger Frahm, F. Goehmann, A. Klümper The one dimensional Hubbard Model, Cambridge University Press 2005
- mit N.M. Bogoliubov, A.G. Izergin Quantum inverse scattering method and correlation functions, Cambridge University Press 1993
- Herausgeber mit F. H. L. Essler Exactly solvable models of strongly correlated electrons, World Scientific 1994 (Reprints)